# محمدجعفر سادات موسوی
محمدجعفر سادات موسوی (زادهٔ ۱۳۳۳ در رستم‌آباد شمیران) نمایندهٔ حوزهٔ انتخابیهٔ مبارکه در دورهٔ هفتم مجلس شورای اسلامی بوده‌است.